# Kathleen Antonelli
Pour les articles homonymes, voir Antonelli.
Kathleen Antonelli ou Kathleen McNulty Mauchly Antonelli (née le 12 février 1921 et morte le 20 avril 2006) est une informaticienne américaine et l'une des six programmeuses de l'ENIAC, le premier ordinateur numérique électronique à usage générique.

## Enfance et études

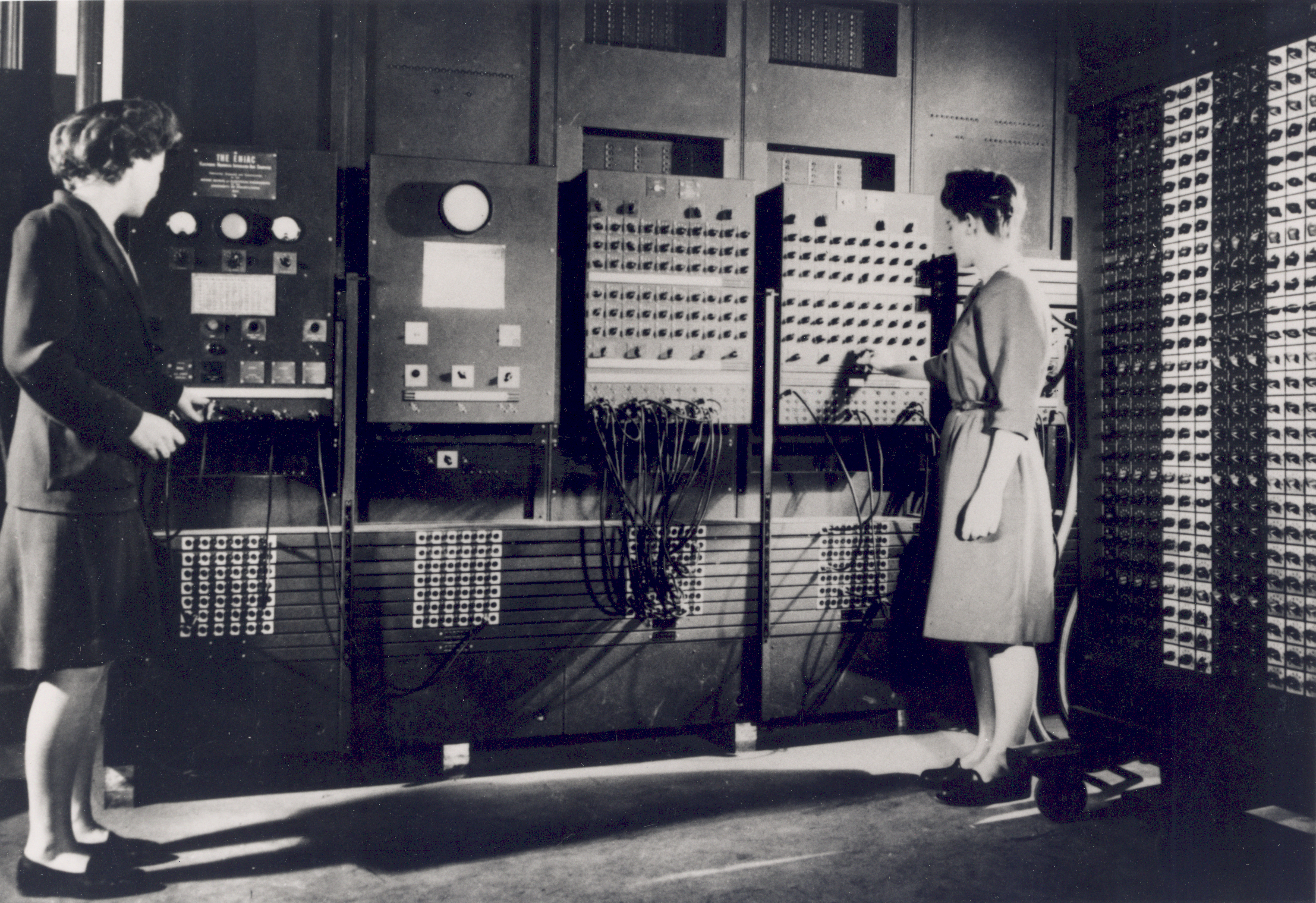
Les programmeuses Betty Jean Jennings (à gauche) et Fran Bilas (à droite) utilisant le panneau de contrôle principal de l'ENIAC.

Kathleen Rita McNulty est née à Feymore, dans le petit village de Creeslough dans la région de Gaeltacht (région irlandophone) du Comté de Donegal, en Irlande, le 12 février 1921, au cours de la Guerre d'indépendance irlandaise. Le soir de sa naissance, son père, James McNulty, officier instructeur de l'Armée républicaine irlandaise, est arrêté et emprisonné à la prison de Derry pour deux ans. À sa libération, la famille émigre aux États-Unis en octobre 1924 et s'installe dans le quartier de Chestnut Hill à Philadelphie, en Pennsylvaine, où James trouve un travail de tailleur de pierre. À l'époque, Kathleen ne parle pas anglais, seulement irlandais ; elle se souviendra toute sa vie des prières en irlandais.
Elle fréquente l'école primaire paroissiale à Chestnut Hill et le lycée Hallahan Catholic Girls High School à Philadelphie. Au lycée, elle prend des cours d'algèbre pendant deux ans, des cours de géométrie plane, de trigonométrie et de géométrie des solides,. Après ses études secondaires, elle s'inscrit au Chestnut Hill College pour femmes. Au cours de ses études, elle suit tous les cours de mathématiques proposés, notamment de trigonométrie sphérique, de calcul différentiel, de géométrie projective, d'équations aux dérivées partielles, et de statistiques. Elle obtient un diplôme en mathématiques en juin 1942, et est l'une des seules diplômées en mathématiques parmi une classe de 92 femmes.
Au cours de sa troisième année d'université, Kathleen recherche un emploi, sachant qu'elle souhaite travailler dans les mathématiques, mais ne veut pas être enseignante. Elle apprend que des postes d'actuaires pour les compagnies d'assurance exigent une maîtrise ; par conséquent, pressentant qu'une formation commerciale lui permettrait de trouver plus facilement un emploi, elle prend autant de cours de commerce et d'économie que l'université le permet : de la comptabilité, de la finance bancaire, du droit des affaires, de l'économie et des statistiques.

## Carrière en tant que programmeuse informatique

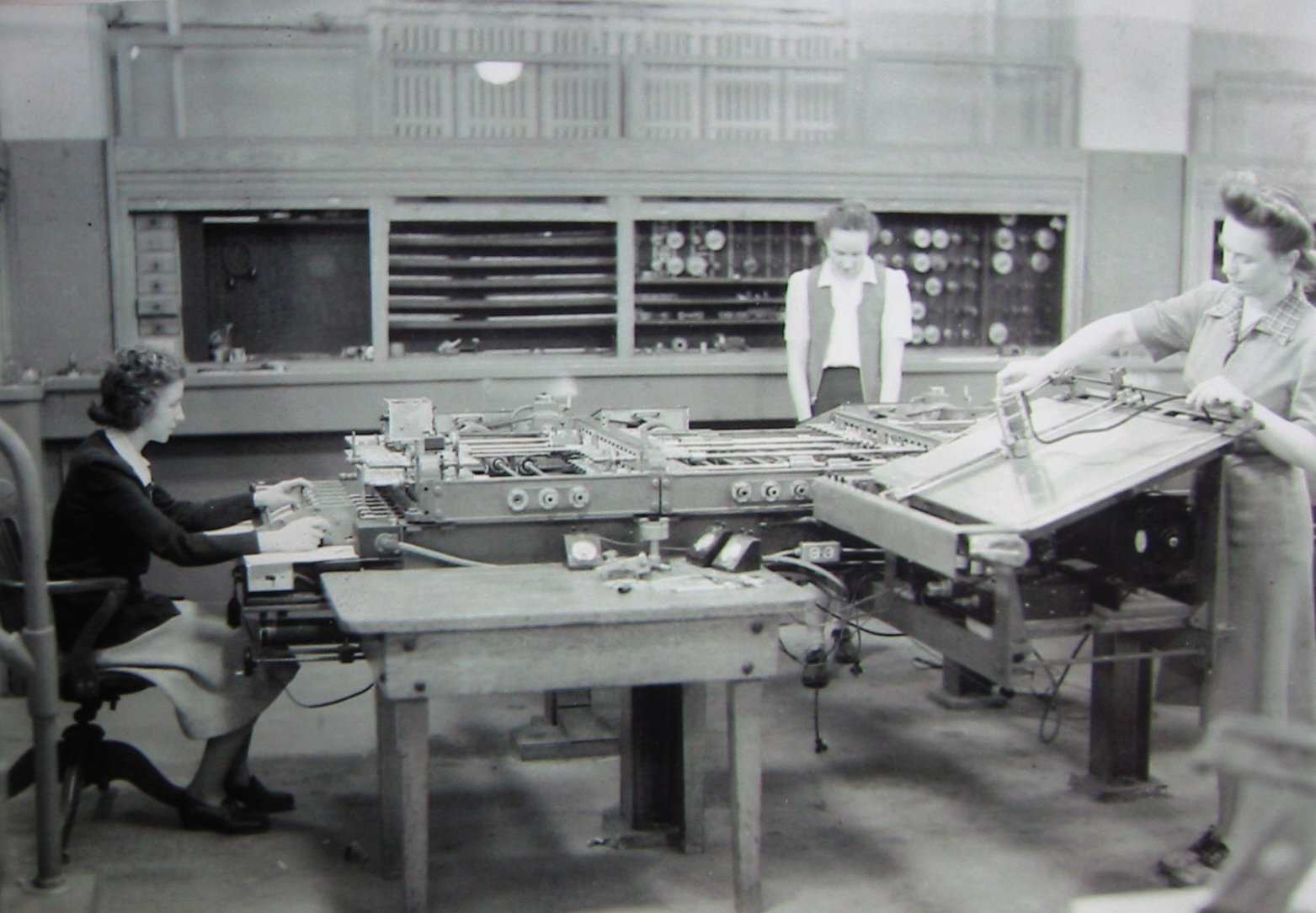
Kay McNulty, Alyse Snyder, et Sis Moignon actionnent l'analyseur différentiel dans le sous-sol de la Moore School of Electrical Engineering, Université de Pennsylvanie, Philadelphie, Pennsylvanie, entre 1942 et 1945.

Une semaine ou deux après avoir obtenu son diplôme, elle voit une annonce de la fonction publique américaine dans le Philadelphia Inquirer à la recherche de femmes ayant un diplôme en mathématiques. Pendant la Seconde Guerre mondiale, l'armée américaine embauche des femmes pour calculer les trajectoires des balles et des missiles au laboratoire de Recherches Balistique situé à l'Aberdeen Proving Ground à Aberdeen, dans le Maryland, avec le personnel de l'Aberdeen Proving Ground et de la Moore School of Engineering de l'université de Pennsylvanie. Kathleen Antonelli appelle immédiatement ses deux collègues diplômées de mathématiques, Frances Spence et Joséphine Benson au sujet de l'annonce. Joséphine Benson ne peut pas venir. Kathleen et Frances Spence se retrouvent à Philadelphie, un matin de juin 1942, pour un entretien dans un immeuble situé sur South Broad Street (probablement celui de l'Union League of Philadelphie).[réf. nécessaire] Une semaine plus tard, elles sont toutes les deux engagées comme calculatrices humaines à l'échelon de rémunération SP-4, un grade sous-professionnel de la fonction publique. Le salaire de départ est de 1620$ par an. Kathleen Antonelli déclare plus tard que la paie était « très bonne à l'époque ». On leur demande de se présenter à la Moore School of Engineering. Leur travail consiste à calculer les trajectoires balistiques utilisées pour les tables de tir de l'artillerie, le plus souvent en utilisant des calculatrices mécaniques et de très grandes feuilles de papier à colonnes. Le salaire est faible, mais Kathleen Antonelli et Frances Spence sont satisfaites d'avoir obtenu un emploi correspondant à leur diplôme (n'ayant eu aucune expérience professionnelle précédente) et qui participe à l'effort de guerre.
Son intitulé de poste, comme indiqué sur la description d'embauche, est calculatrice. Kathleen Antonelli et Frances Spence commencent à travailler avec près de 10 autres calculatrices et 4 hommes — un groupe qui avait été récemment transféré à la Moore School venant de l'Aberdeen Proving Grounds. Elles travaillent dans une grande salle de classe dans la Moore School ; la pièce dans laquelle l'ENIAC est construit et exploité jusqu'en décembre 1946.
Malgré tous les cours qu'elles avaient suivi, leur diplôme de mathématiques n'avait pas préparé les deux femmes pour le calcul de trajectoires pour des tables de tir : elles étaient peu familières avec les méthodes d'intégration numérique utilisées pour calculer les trajectoires, et le manuel qui leur avait été prêté pour apprendre (Numerical Mathematical Analysis, 1re édition par James B. Scarborough, Oxford University Press, 1930) les aidait peu. Les deux nouvelles arrivantes apprennent finalement comment effectuer les étapes de leurs calculs, avec une précision de dix décimales, par la pratique et l'aide d'une superviseuse, Lila Todd. Un total d'environ 75 jeunes femmes calculatrices sont employées à la Moore School au cours de cette période, beaucoup d'entre elles suivaient des cours auprès d'Adele Goldstine, Marie Mauchly, et Mildred Kramer. Chaque arme nécessitait sa propre table de tir, qui comprenait environ 1 800 trajectoires. Le calcul d'une seule trajectoire requérait approximativement 30 à 40 heures de travail manuel pour une calculatrice.
Après deux ou trois mois, Kathleen Antonelli et Frances Spence sont envoyées travailler sur l'analyseur différentiel au sous-sol de la Moore School, le calculateur analogique mécanique le plus grand et le plus sophistiqué de l'époque, qui existait en seulement trois exemplaires aux États-Unis et cinq ou six dans le monde (tous les autres étaient en Grande-Bretagne). L'analyseur avait été prêté à l'Université de Pennsylvanie pour la durée de la guerre. À l'aide de l'analyseur (inventé par Vannevar Bush du MIT une décennie avant et rendu plus précis grâce aux améliorations apportées par le personnel de l'école), le calcul d'une seule trajectoire représentant environ 40 heures de travail sur une calculatrice de bureau mécanique pouvait être effectué en environ 50 minutes.[réf. nécessaire] Kathleen Antonelli est en outre promue à la supervision des calculs sur l'analyseur. Le personnel de la salle de l'analyseur travaillait six jours par semaine, et leur seuls jours fériés étaient Noël et le 4 juillet.

## Programmeuse de l'ENIAC
L'ENIAC (Electronic Numerical Integrator and Computer) est développé pour effectuer ces mêmes calculs de balistique entre 1943 et 1946. En juin 1945, Kathleen Antonelli est choisie pour être l'une des premières programmeuses, avec plusieurs autres femmes de la division des calculatrices : Betty Holberton, Marlyn Meltzer, et Ruth Teitelman, et une cinquième calculatrice nommée Helen Greenman (surnommé "Greenie"). Lorsque Greenie refuse de venir à Aberdeen pour la formation parce qu'elle dispose d'un bel appartement dans l'Ouest de Philadelphie et que la première suppléante refuse d'écourter ses vacances dans le Missouri, Jean Bartik, la deuxième suppléante, obtient le poste, et entre juin et août 1945, elles reçoivent une formation à l'Aberdeen Proving Grounds sur l'équipement à cartes perforées IBM qui allait être utilisé comme entrée/sortie de l'ENIAC. (Plus tard, la camarade de classe et collègue de Kathlyn Antonelli, Frances Spence rejoint l'équipe de programmeurs de l'ENIAC à la Moore School, mais elle n'assiste pas à la formation initiale à Aberdeen.) L'ordinateur pouvait effectuer les calculs de balistique décrits ci-dessus en 10 secondes, mais il fallait souvent un ou deux jours pour mettre l'ordinateur en place pour une nouvelle série de problèmes, via des prises et des interrupteurs. C'était la responsabilité des programmeuses de déterminer la séquence d'étapes nécessaires pour effectuer les calculs pour chaque problème et de configurer l'ENIAC en conséquence ; au début, elles consultent des ingénieurs de l'ENIAC comme Arthur Burks pour déterminer comment l'ENIAC peut être programmé.
L'ENIAC était programmé à l'aide de sous-routines, de boucles imbriquées, et d'adressage indirect pour les emplacements de données et de destinations de sauts. Au cours de son travail de programmation de l'ENIAC, Kathlyn Antonelli est créditée de l'invention de la sous-routine. Sa collègue, Jean Bartik, explique que Kathlyn Antonelli avait proposé l'idée pour résoudre un problème où les circuits logiques n'avaient pas assez de capacité pour calculer certaines trajectoires. L'équipe collabore ensuite à la mise en œuvre.
L'ENIAC étant un projet classifié, au début les programmeuses n'étaient pas admises dans la salle contenant la machine, mais elles avaient accès aux plans pour concevoir les programmes dans une pièce adjacente. La programmation de l'ENIAC impliquait de discrétiser les équations différentielles impliquées dans un problème de trajectoire à la précision permise par l'ENIAC, et de calculer l'itinéraire jusqu'à la banque d'électronique[Quoi ?] appropriée en progression parallèle, chaque instruction devant atteindre la bonne position dans le temps prévu au 1/5 000e de seconde près. Une fois qu'elles avaient conçu un programme sur le papier, les calculatrices étaient autorisées à entrer dans la salle de l'ENIAC pour programmer physiquement la machine.
Une grande partie de la programmation de l'ENIAC consiste à mettre en place et exécuter des programmes de test qui permettent aux opérateurs de s'assurer de l'intégrité du système: chaque tube à vide, chaque raccordement électrique doit être vérifié avant l'exécution d'un problème.
Kathlyn Antonelli est transférée au laboratoire de recherche balistique de l'Aberdeen Proving Ground avec l'ENIAC, quand celui-ci est déménagé à la mi-1947. Elle est rejointe par Ruth Holberton et Frances Spence, mais les trois autres programmeuses fondent leur famille ou commencent d'autres emplois, préférant rester à Philadelphie plutôt que de déménager dans la ville isolée d'Aberdeen et de vivre sur une base militaire.

## Vie privée

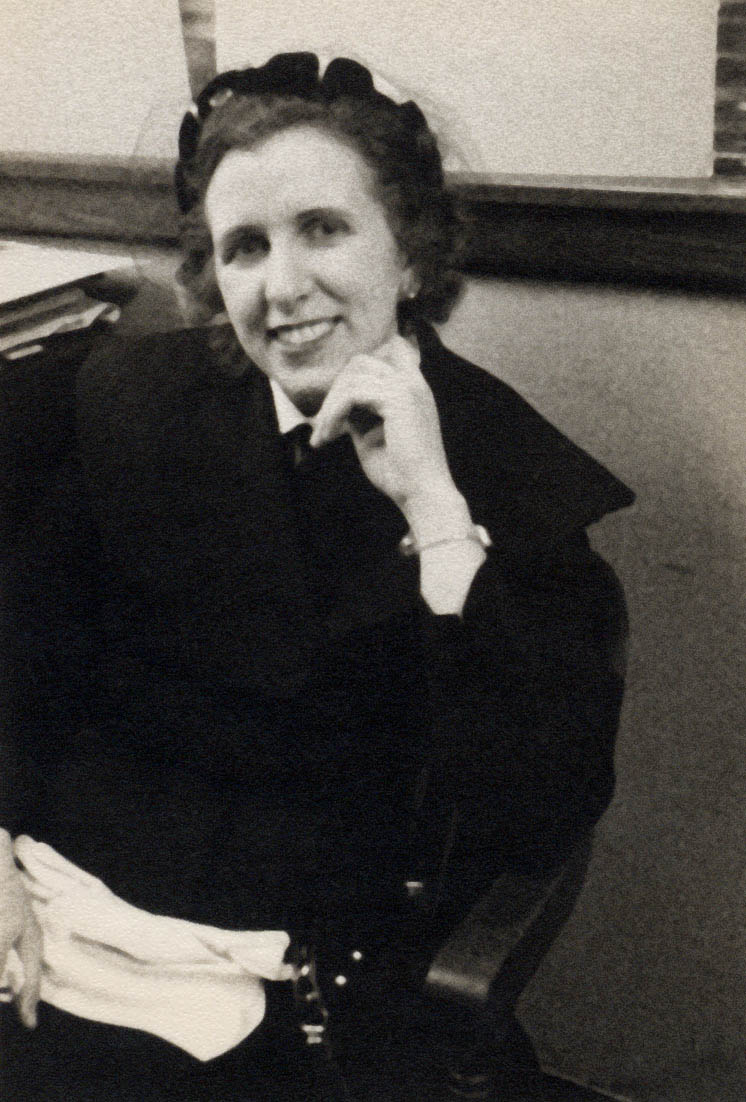
Kay McNulty, programmeuse de l'ENIAC

John Mauchly, co-inventeur de l'ENIAC qui avait quitté son poste de professeur à la Moore School pour fonder sa propre société d'informatique avec Presper Eckert, faisait de fréquents voyages à Washington DC au cours de cette période, et passait prendre des nouvelles de l'ENIAC à Aberdeen. Mauchly avait déjà embauché Jean Bartik et Betty Holberton et espérait attirer Kathlyn Antonelli dans sa jeune entreprise. Mais la femme de Mauchly était morte noyée en septembre 1946 et, veuf avec deux enfants, Mauchly demanda en mariage Kathlyn Antonelli, de près de 14 ans sa cadette.[réf. nécessaire]
Kathlyn Antonelli démissionna de son poste à Aberdeen, et l'épousa en 1948 sans la bénédiction de ses parents catholiques. Ils vécurent d'abord dans sa maison mitoyenne de St. Mark's Street près de l'université de Pennsylvanie, et, plus tard, dans une grande ferme appelée Little Linden à Ambler, en Pennsylvanie.[réf. nécessaire] Kay eut cinq enfants avec Maulchy.
Elle travailla plus tard sur la conception de logiciels pour d'autres ordinateurs, notamment le BINAC et l'UNIVAC I, ordinateurs conçus par son mari.
John Mauchly mourut en 1980 à la suite de plusieurs épisodes de maladie et de rémission, et Kathlyn Antonelli épousa le photographe Severo Antonelli en 1985. Après un long combat contre la maladie de Parkinson, son deuxième mari mourut en 1996 ; Kay fit une crise cardiaque alors qu'elle s'occupait de lui, mais ne garda aucune séquelle.[réf. nécessaire]
Après la mort de Maulchy, Kathlyn Antonelli poursuivit l'héritage des pionniers de l'ENIAC en rédigeant des articles, donnant des conférences (souvent avec Jean Bartik, avec qui elle est toujours restée amie), et en se rendant disponible pour des entrevues avec des journalistes et des chercheurs. Elle est intronisée en 1997 au Women in Technology International Hall of Fame (en) avec les autres programmeuses d'origine de l'ENIAC, et elle accepte l'intronisation de John Mauchly au National Inventors Hall of Fame à Akron, en Ohio, en 2002.
Kathlyn Antonelli est morte d'un cancer à Wyndmoor, en Pennsylvanie, le 20 avril 2006, à l'âge de 85 ans.

## Hommages
Lors de l'apogée de l'ENIAC, la notoriété échappa à Kathlyn Antonelli et ses collègues "calculatrices". L'invisibilité des "Refrigerator Ladies" (due à la fois à leur sexe et au secret de leur travail, en particulier pendant la guerre) les a cachées du public. Maintenant, leurs contributions commencent tout juste à être reconnues à leur juste valeur. En 2010, un documentaire intitulé, "Top Secret Rosies: The Female "Computers" of WWII" a été publié. Le film, centré autour d'entretiens en profondeur avec trois des six programmeuses, se concentre sur leur contribution patriotique à la seconde Guerre Mondiale.
En juillet 2017, l'université de la ville de Dublin lui a rendu hommage en nommant son bâtiment informatique Kathleen (Kay) McNulty.